# Famille Colonna
Pour les articles homonymes, voir Colonna et Colonne.
La famille Colonna est une famille princière italienne de la Rome médiévale et renaissante, ayant fourni un pape, Martin V, et de nombreux cardinaux, et qui avait les Orsini pour rivaux.

## Histoire
D'après les travaux du chroniqueur Giovanni della Grossa, la tradition en Corse veut qu'un prince romain nommé Ugo Colonna ait reconquis l'île aux Sarrasins vers l'an 800 pour le compte de la papauté. Cela aurait donné les lignées des seigneurs Biancolacci et Cinarchesi, d'après le nom de ses deux fils l'ayant accompagnés : Bianco et Cinarco.
Selon la tradition familiale, les Colonna sont une branche des comtes de Tusculum et des Julio-Claudiens. Le premier cardinal de cette famille fut nommé en 1212 (Giovanni Colonna).
En 1297, le cardinal Jacopo Colonna déshérita ses frères Ottone, Matteo, et Landolfo de leurs terres. Ils firent appel au pape Boniface VIII, qui ordonna à Jacopo de restituer les terres, et de retourner au Saint-Siège le fief des Colonna, Palestrina, ainsi que d'autres villes. Jacopo refusa : en mai, Boniface l'exclut du Collège des cardinaux et l'excommunia, lui et les siens pour quatre générations. La famille Colonna (à l'exception des trois frères alliés du pape) déclara alors que Boniface avait été élu irrégulièrement à la suite de l'abdication sans précédent de Célestin V trois ans auparavant. Cette querelle dégénéra en guerre ouverte, et en septembre Boniface nomma Landolfo à la tête de ses armées afin de mettre un terme à la révolte de sa propre famille. C'est ce qu'il fit, et à la fin 1298, Colonna, Palestrina, et d'autres villes furent prises et rasées. Les biens familiaux furent distribués à Landolfo et à ses frères loyaux, tandis que le reste de la famille fuyait l'Italie.
Ils se taillent une véritable zone d'influence dans l'espace urbain romain, du Champ de Mars au Quirinal, faisant front de leurs ennemis traditionnels, les Orsini et s'attachent le mausolée d'Auguste. Pendant la période de la papauté à Avignon (1309-1377), ils apparaissent comme les opposants principaux au pouvoir pontifical, partisans de l'empereur et des gibelins. Dans la seconde moitié du XIVe siècle, comme toutes les factions qui luttent pour contrôler le pouvoir communal à Rome, les Colonna partent à la conquête de seigneuries dans les États pontificaux et le royaume de Naples. Ils tentent leur chance comme condottieres au service des rois de Naples, Angevins et Aragonais, et obtiennent de vastes fiefs.
Martin V (Oddone Colonna) (1417-1431), ayant fait cardinal son neveu Prosper Colonna, lequel passant par Venise y demanda l'agrégation à la noblesse pour sa personne et pour ses descendants, ce qui lui fut accordé. La famille continue à s'en faire honneur, quoiqu'ils jouissent de la qualité de princes romains et de ducs de Paliano et Sonnino dans l'état Ecclésiastique et de Tagliacozzo et Castiglione et d'autres terres dans le royaume de Naples, dont l'aîné de la maison est connétable héréditaire.
En 1431, ils chassent Eugène IV de Rome. En 1494, ils soutiennent Charles VIII lorsque celui-ci veut s'emparer de Rome.
En 1728, une branche de la famille, les Colonna di Sciarra, ajouta le nom de Barberini à son patronyme quand Giulio Cesare Colonna di Sciarra épousa Cornelia Barberini, fille du dernier Barberini porteur de ce nom, Taddeo Barberini.
L'aîné de la famille Colonna, le prince de Paliano, est prince assistant du Saint-Siège depuis 1710. L'actuel prince de Paliano est Marcantonio Colonna (né en 1948). Les autres princes de la famille sont le prince d'Avella (Prospero Colonna, né en 1956), le prince de Stigliano (Prospero Colonna, né en 1938) et la princesse de Carbognano (Mirta Barberini-Colonna, née en 1938, dernière de sa famille).
La devise de la famille Colonna est Semper Immota signifiant Toujours inébranlable. Cette devise est notamment présente sur le blason officiel de la famille.

## Personnalités

### Légendaires
- Ugo Colonna, qui selon la légende chassa les Maures de Corse à la demande du pape, puis devint comte de l'île ;
- Bianco Colonna, 2e comte de Corse, fils du précédent ;
- Orlando Colonna, 3e comte de Corse ;
- Ridolfo Colonna, 4e comte de Corse ;
- Guido Colonna, 5e comte de Corse ;
- Arrigo Colonna, dit Bel Messer, 6e comte et dernier de la branche principale à l'être (serait mort en l'an 1000).

### Période historique
- Sciarra Colonna, participant à l'attentat d'Anagni contre le pape Boniface VIII
- Jacopo Colonna, frère du précédent
- Stefano Colonna, père du précédent
- Giacomo Colonna (1300 ou 1301-1341), fils du précédent, ami de Pétrarque
- Ludovico Colonna (v. 1390-1436), condottiere
- Francesco Colonna (v. 1453-1538), seigneur de Palestrina, une des personnes auxquelles a été attribué le Songe de Poliphile
- Fabrizio Colonna (v. 1450 - 1520), général de la Sainte Ligue
- Prospero Colonna (1452-1523), qui combattit aux côtés de son cousin Fabrizio
- Pompeo Colonna (1479-1532), cardinal, neveu de Prospero Colonna
- Vittoria Colonna (1490-1547), poétesse italienne et fille de Fabrizio Colonna
- Marcantonio Colonna (1535-1584), condottiere de la fin du XVIe siècle, amiral du pape Paul V, distingué à la bataille de Lépante
- Costanza Colonna (1556–1626), fille de Marcantonio Colonna.
- Francesco Colonna, mort en 1636, prince de Palestrina, 1er prince de Carbognano, duc de Bassanello, chevalier de la Toison d'or en 1610.
- Anna Colonna (1601-1658), princesse de Palestrina et épouse de Taddeo Barberini
- Lorenzo Onofrio Colonna (1637-1689), connétable de Naples et époux de Marie Mancini, nièce de Jules Mazarin et amour de jeunesse de Louis XIV

#### Religieux
- Egidius Colonna, dit Gilles de Rome, théologien (1247-1316)
- Margherita Colonna (1255 – 1280), religieux.

#### Pape et cardinaux
- Giovanni Colonna (1212)
- Giacomo Colonna (1278)
- Pietro Colonna (1288)
- Giovanni Colonna (1327)
- Agapito Colonna (1378)
- Stefano Colonna (1378)
- Oddone Colonna (1405), le pape Martin V
- Prospero Colonna (1426)
- Giovanni Colonna (1480)
- Pompeo Colonna (1517)
- Marco Antonio Colonna, seniore (1565)
- Ascanio Colonna (1586)
- Girolamo Colonna (1627)
- Carlo Colonna (1706)
- Prospero Colonna (1739)
- Girolamo Colonna di Sciarra (1743)
- Prospero Colonna di Sciarra (1743)
- Marcantonio Colonna (1724-1793) (1759)
- Pietro Colonna (Pietro Pamphilj) (1766)